# Bulbophyllum compressilabellatum
Bulbophyllum compressilabellatum là một loài phong lan thuộc chi Bulbophyllum.